# ترکیب دوقطبی
در شیمی آلی یک ترکیب دوقطبی یا دی پُل یک مولکول در مجموع از نظر بار، خنثی است که دست کم یک بار مثبت و یک بار منفی را با خود حمل می‌کند. در بیشتر ترکیب‌های دوقطبی بارها نامتمرکزند. برخلاف نمک‌ها ترکیب‌های دوقطبی بر روی اتم‌های جداگانه، بار دارند اما به شکل یون مثبت و منفی نیستند.

## نمونه‌ها

فسفونیم ایلید
دی‌آزومتان
کربونیل اکسید